# 住友商事
住友商事（日语：／ Sumitomo shōji */?），簡稱住商，是日本住友集團旗下的綜合貿易公司。與三菱商事、伊藤忠商事等公司並列為日本7大綜合商社，2018年收入居日本業界第3位。

## 簡介

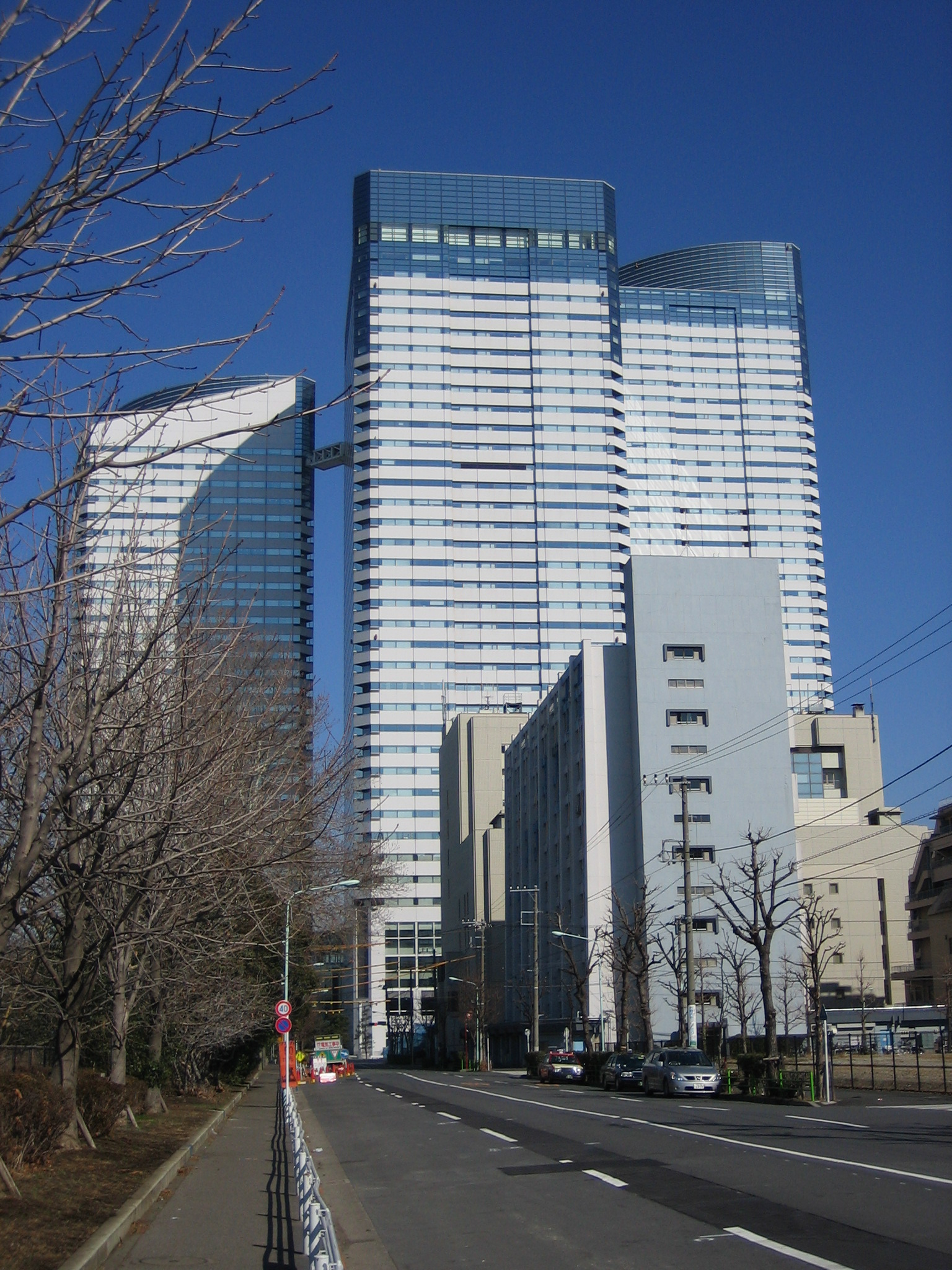
原住友商事東京總部所在的晴海Triton Square

雖然住友集團的前身住友財閥是二戰前三大財閥之一，但住友商事是於二戰後才被創立，因此創立初期曾被稱為「遲來的商社」（遅れてきた商社）。住友旗下沒有獨立的貿易公司，主要原因是住友財閥第三代總理事鈴木馬左也於1921年（大正10年）對內部提出「商社設立禁止宣言」，令「開設商社」成為住友內部的禁語。
但二戰後駐日盟軍總司令命令解散住友財閥，加上有大量日佔區的日本僑民被遣返本土，故為住友總公司員工及其他日本僑民解決失業問題成為首要任務。而設立貿易公司需要大量人手，但對資金要求較低，因此成為首選。但日本戰後初期經濟形勢不利於開設獨立商社，因此住友在旗下資產紀錄良好的房地產、建設公司——住友土地工務成立了商事部門。因為以上緣由，住友商事的成立日期是住友土地工務的前身——大阪北港的成立日。
這個商事部門的首任主管是田路舜哉，他上任後於1945年（昭和20年）將公司名稱改為「日本建設產業」，正式進入貿易領域。只是住友一直沒有貿易的分支，缺乏精於商貿的人才，加上開設商社是打破戰前內部訂立的禁制，使得部門在住友集團內部被當成異類，開業初期的情況不甚理想。經過田路社長時代積極擴大業務的努力，公司於1957年度（昭和32年）營業額進入集團十大的行列。其後在第四任社長植村光雄時代制定公司目標為「Big Three and Best One」（營業額第三位、營利第一位），公司其後於1983年度（昭和58年）完成營利居集團第一位的目標。
與住友財閥及住友集團旗下其他公司一樣，住友商事自創立起長期以大阪為總部。1970年（昭和45年）11月將東京支部升格及重組成雙本部（總部）制，其後2001年（平成13年）重組後將總部遷至東京。

## 年表
- 1919年（大正8年）12月－成立大阪北港株式會社，資本3,500萬日圓。
- 1944年（昭和19年）11月－與株式會社住友大樓建設合併，改稱住友土地工務株式會社。
- 1945年（昭和20年）11月－公司改稱日本建設産業株式會社，正式進入貿易產業。
- 1949年（昭和24年）8月－與大阪、東京及名古屋的證券交易所上市。
- 1950年（昭和25年）7月－設立日建設計工務株式會社（現日建設計）。
- 1952年（昭和27年）6月－公司改稱住友商事株式會社。
- 1955年（昭和30年）6月－於福岡證券交易所上市。
- 1962年（昭和37年）12月－將大阪和東京的業務按負責商品整合為9個商品本部，分別為：鋼鐵、非鐵金屬、電機、機械、農水産、化成品、纖維、物資燃料及不動產。
- 1970年（昭和45年）11月－提升東京支社成雙總部制，分別稱為大阪總部及東京總部。
- 1973年（昭和48年）11月－於法蘭克福證券交易所上市。
- 1978年（昭和53年）7月－確定英文公司名為Sumitomo Corporation。
- 1979年（昭和54年）6月－業務管理從商品本部制改為部門制，設立鋼鐵、機電、非鐵化燃、生活物資4個業務部門。
- 1996年（平成8年）6月－旗下負責非鐵金屬的交易員被發現涉及不當交易，令公司蒙受2,850億日圓的損失。其後在該年度的股東大會中發生打斷一名股東有關董事約滿酬金的提問的時間。因而進一步衍生了股東代表向公司及高層人士興訟追討損失，以及興訟推翻股東大會的決議。
- 1998年（平成10年）2月－制定經營理念、行動方針。
- 2001年（平成13年）4月－將總部全面轉移到東京，並重整各部門架構，總部部門整合為5個組別，業務部門整合為9個事業部門28個本部。另設立區域制，將總部劃分為中部、關西，以及九州和沖繩地區。
- 2001年（平成13年）5月－總部從千代田區一橋遷到中央區晴海一丁目。
- 2007年（平成19年）10月－設立越南住友商事。
- 2008年（平成20年）4月－住友商事旗下石油氣部門與昭和殼牌石油的石油氣部門合併，成立合資公司Enessance控股。
- 2010年（平成22年）4月－業務部門新設「新產業、機能推進事業部門」，並將「金融、物流事業部門」併入新設部門。

## 轉投資
- 台灣車輛（與唐榮鐵工廠、中國鋼鐵、日本車輛合資設立）

## 外部連結
- 官方網站（页面存档备份，存于）（日語）
- 全球官方網站（页面存档备份，存于）（英文）
- 台灣住友商事股份有限公司（页面存档备份，存于）（繁體中文）